# 福山镇站
福山镇站，位于中华人民共和国海南省澄迈县福山镇，是海南西环高速铁路上的高铁站，广州局集团管辖。

## 車站周邊
- 海南地区环线高速公路
- 澄迈天福假日酒店
- 福山咖啡文化馆

## 歷史
- 2015年12月30日通车启用。

## 外部連結
- 中国铁路客户服务中心 （页面存档备份，存于）